# The Adventures of Aladdin
The Adventures of Aladdin (Originaltitel Adventures of Aladdin) ist ein US-amerikanischer Abenteuerfilm aus dem Jahr 2019 von Glenn Campbell, der gemeinsam mit Tammy Klein auch das Drehbuch schrieb. In der titelgebenden Rolle des Aladdin ist Adam Hollick zu sehen. Der Film basiert auf der berühmten Tausendundeine Nacht-Erzählung Aladdin und die Wunderlampe (ANE 346). 

## Handlung
Der Sultan Karim liegt im Sterben. Zum großen Missfallen seines engsten Vertrauten und Beraters Maghreb würde des Sultans Tochter Shahzadi dessen Erbe antreten und als Frau über das arabische Land regieren. Da Maghreb an der Erbfolge nichts ändern kann, beschließt er, Shahzadi zu ehelichen und selbst Sultan zu werden. Zur selben Zeit trifft eine Gruppe von Akrobaten in Bagdad ein, unter ihnen Aladdin. Maghreb erkennt schnell dessen akrobatische Fähigkeiten und seine Leichtfüßigkeit. Um ihn für seine Zwecke auszunutzen, lädt er Aladdin in den Palast ein. Bei einem gemeinsamen Essen bittet er ihn darum, in einer Höhle eine Lampe für ihn zu bergen.
Um die Gunst von Shahzadi zu erlangen, stimmt er zu und macht sich umgehend auf den Weg zur Höhle. Dort angekommen wird er von Fledermäusen angegriffen, die er aber abschütteln kann. Auf seiner weiteren Durchquerung der Höhle muss er eine steile Feuerstelle nur mit der Hilfe einer Schnur und seines Verstandes passieren. Als er auch dieses Hindernis überwunden hat, erscheinen aus dem Nichts mehrere Lampen und er muss sich für die Richtige entscheiden. Beim Verlassen der Höhle verrät ihn sein vermeintlicher Freund Maghreb und verschließt den Eingang.
In seiner Not reibt Aladdin die Wunderlampe und ein Dschinn erscheint. Dank ihm gelangt Aladdin zu seinen Freunden aus der Akrobatengruppe. Der Dschinn erzählt, dass seine Spezialität die Romantik ist. Gemeinsam mit dem Geist aus der Lampe schafft es Aladdin, das Herz Shahzadis zu gewinnen.

## Hintergrund
Der Film basiert lose auf der Geschichte von Aladin und die Wunderlampe aus Tausendundeine Nacht. Gedreht wurde in Kalifornien. Es handelt sich um einen Mockbuster zu Aladdin mit Mena Massoud, Naomi Scott und Will Smith in den Hauptrollen, der ebenfalls 2019 erschien.
In Deutschland startete der Film am 14. Juni 2019 in den Videoverleih. Seine Free-TV-Premiere feierte der Film am 23. Dezember 2019 auf Tele 5.

## Rezeption
„Die Billigvariante des „Aladdin“-Märchenstoffs krankt neben ihrem völligen Mangel an eigenen Einfällen an der inkompetenten Umsetzung. Der zusammengeschusterte Pseudo-Abenteuerfilm spottet in seinen Effekten und darstellerischen Leistungen jeder Beschreibung.“

Wordpress befindet, dass lediglich sehr kleine Kinder und die, die keine Ahnung von Aladdin oder dessen Abenteuern haben, diesen Film höchstwahrscheinlich unterhaltsam finden. Final wird der Film als „Totalausfall“ bezeichnet. Movie Reviews 101 ist der Meinung, dass Hollick seiner Rolle des Aladdin den gewissen Charme vermittelt und der Rest des Cast eine solide Leistung abliefert. Xypteras wird eine starke Leistung bescheinigt und auch O’Reilly überzeugt als Bösewicht.
Im Audience Score, der Zuschauerwertung auf Rotten Tomatoes, konnte der Film bei weniger als 50 Stimmen eine Wertung von 14 % erreichen. In der Internet Movie Database hat der Film bei über 1.200 Stimmenabgaben eine Wertung von 1,9 von 10,0 möglichen Sternen.

## Wissenswertes
Die Figur der Prinzessin Badr al-Budur (besser bekannt in ihrer Disney-Adaption Prinzessin Jasmin) aus der Aladin-Erzählung trägt im Film den Namen Shahzadi (gespielt von Lucia Xypteras).